# Promozione Liguria 1986-1987
Nella stagione 1986-1987 la Promozione era sesto livello del calcio italiano (il massimo livello regionale). Qui vi sono le statistiche relative al campionato in Liguria.
Il campionato è strutturato in vari gironi all'italiana su base regionale, gestiti dai Comitati Regionali di competenza. Promozioni alla categoria superiore e retrocessioni in quella inferiore non erano sempre omogenee; erano quantificate all'inizio del campionato dal Comitato Regionale secondo le direttive stabilite dalla Lega Nazionale Dilettanti, ma flessibili, in relazione al numero delle società retrocesse dal Campionato Interregionale e perciò, a seconda delle varie situazioni regionali, la fine del campionato poteva avere degli spareggi sia di promozione che di retrocessione.

## Girone A

### Squadre Partecipanti
| Squadra                 | Città                   |
| ----------------------- | ----------------------- |
| A.S. Andora             | Andora (SV)             |
| S.S. Argentina Arma     | Arma di Taggia (IM)     |
| U.S. Bastia Villanovese | Albenga (SV)            |
| U.L.S. Carcarese        | Carcare (SV)            |
| U.S. Ceriale            | Ceriale (SV)            |
| U.S. Finale Ligure      | Finale Ligure (SV)      |
| U.S. Libarna            | Serravalle Scrivia (AL) |
| A.S. Ovada              | Ovada (AL)              |
| U.S. Sampierdarenese    | Sampierdarena (GE)      |
| U.S. Sanremo '80        | Sanremo (IM)            |
| U.S. Sant'Olcese        | Sant'Olcese (GE)        |
| F.S. Sestrese           | Sestri Ponente (GE)     |
| U.S. Taggese            | Taggia (IM)             |
| F.C. Varazze            | Varazze (SV)            |
| F.C. Veloce 1910        | Savona (SV)             |
| Ventimiglia Calcio      | Ventimiglia (IM)        |

### Classifica finale
|  | Pos. | Squadra            | Pt | G  | V  | N  | P  | GF | GS | DR  |
|  | ---- | ------------------ | -- | -- | -- | -- | -- | -- | -- | --- |
|  | 1.   | Ventimiglia        | 45 | 30 | 17 | 11 | 2  | 41 | 16 | +25 |
|  | 2.   | Sestrese           | 42 | 30 | 14 | 14 | 2  | 33 | 16 | +17 |
|  | 3.   | Veloce             | 38 | 30 | 12 | 14 | 4  | 26 | 15 | +11 |
|  | 4.   | Sanremo '80        | 36 | 30 | 14 | 8  | 8  | 29 | 15 | +14 |
|  | 5.   | Carcarese          | 34 | 30 | 11 | 12 | 7  | 22 | 23 | -1  |
|  | 6.   | Varazze            | 32 | 30 | 10 | 12 | 8  | 24 | 19 | +5  |
|  | 7.   | Sampierdarenese    | 30 | 30 | 12 | 6  | 12 | 36 | 33 | +3  |
|  | 8.   | Finale Ligure      | 29 | 30 | 7  | 15 | 8  | 17 | 18 | -1  |
|  | 9.   | Libarna            | 28 | 30 | 9  | 10 | 11 | 31 | 31 | 0   |
|  | 10.  | Ovada              | 28 | 30 | 7  | 14 | 9  | 29 | 28 | +1  |
|  | 11.  | Argentina Arma     | 27 | 30 | 8  | 11 | 11 | 33 | 31 | +2  |
|  | 12.  | Bastia Villanovese | 26 | 30 | 8  | 10 | 12 | 21 | 29 | -8  |
|  | 13.  | Ceriale            | 26 | 30 | 8  | 10 | 12 | 25 | 31 | -6  |
|  | 14.  | Taggese            | 25 | 30 | 8  | 9  | 13 | 21 | 29 | -8  |
|  | 15.  | Andora             | 18 | 30 | 5  | 8  | 17 | 22 | 46 | -24 |
|  | 16.  | Sant'Olcese        | 16 | 30 | 5  | 6  | 19 | 24 | 54 | -30 |

## Girone B

### Squadre Partecipanti
| Squadra                  | Città                        | Stadio                   |
| ------------------------ | ---------------------------- | ------------------------ |
| U.S. Albiano Caprigliola | Aulla (MS)                   |                          |
| U.S. Angelo Baiardo      | Genova (GE)                  |                          |
| U.S. Bogliasco           | Bogliasco (GE)               |                          |
| U.S. Canaletto           | La Spezia (SP)               |                          |
| U.S. Ceparana            | Bolano (SP)                  |                          |
| A.C. Fivizzanese         | Fivizzano (MS)               |                          |
| S.C. Fossese 78          | Lavagna (GE)                 |                          |
| U.S. Lavagnese           | Lavagna (GE)                 |                          |
| A.C. Lerici              | Lerici (SP)                  |                          |
| S.C. Molassana Boero     | Molassana (GE)               |                          |
| C.S. Monterosso          | Monterosso al Mare (SP)      |                          |
| G.S. San Fruttuoso       | San Fruttuoso (Genova) (GE)  |                          |
| U.S. Pontedecimo         | Pontedecimo (GE)             |                          |
| A.C. Rapallo Ruentes     | Rapallo (GE)                 |                          |
| A.C. Sammargheritese     | Santa Margherita Ligure (GE) | Stadio Eugenio Broccardi |
| U.S. Sestri Levante      | Sestri Levante (GE)          |                          |

### Classifica finale
|  | Pos. | Squadra              | Pt | G  | V  | N  | P  | GF | GS | DR  |
|  | ---- | -------------------- | -- | -- | -- | -- | -- | -- | -- | --- |
|  | 1.   | Sammargheritese      | 45 | 30 | 18 | 9  | 3  | 47 | 19 | +28 |
|  | 2.   | Fossese 78           | 40 | 30 | 14 | 12 | 4  | 28 | 14 | +14 |
|  | 3.   | Bogliasco            | 35 | 30 | 9  | 17 | 4  | 24 | 18 | +6  |
|  | 4.   | Canaletto Signani    | 35 | 30 | 12 | 11 | 7  | 32 | 25 | +7  |
|  | 5.   | Rapallo Ruentes 1914 | 34 | 30 | 10 | 14 | 6  | 25 | 14 | +11 |
|  | 6.   | Monterosso al Mare   | 33 | 30 | 12 | 9  | 9  | 32 | 24 | +8  |
|  | 7.   | U.S. Sestri Levante  | 30 | 30 | 9  | 12 | 9  | 33 | 35 | -2  |
|  | 8.   | Ceparana             | 28 | 30 | 9  | 10 | 11 | 34 | 38 | -4  |
|  | 9.   | Lavagnese            | 28 | 30 | 9  | 10 | 11 | 31 | 32 | -1  |
|  | 10.  | San Fruttuoso        | 28 | 30 | 7  | 14 | 9  | 29 | 30 | -1  |
|  | 11.  | Lerici               | 27 | 30 | 5  | 17 | 8  | 20 | 27 | -7  |
|  | 12.  | Angelo Baiardo       | 26 | 30 | 6  | 14 | 10 | 26 | 37 | -11 |
|  | 13.  | Pontedecimo          | 26 | 30 | 10 | 6  | 14 | 27 | 33 | -6  |
|  | 14.  | Molassana Boero      | 25 | 30 | 6  | 13 | 11 | 21 | 33 | -12 |
|  | 15.  | Albiano Caprigliola  | 20 | 30 | 6  | 8  | 16 | 19 | 35 | -16 |
|  | 16.  | Fivizzanese          | 20 | 30 | 7  | 6  | 17 | 26 | 40 | -14 |